# Бородки (Московская область)
Боро́дки — деревня в Одинцовском городском округе Московской области России. До 2019 года Бородки входили в состав городского поселения Лесной Городок.

## История
Впервые в исторических документах деревня Лекова встречается в 1695 году, как принадлежащая Новодевичему монастырю, при Екатерине II деревня стала «экономической» и, с 15 дворами и 109 жителями, входило в Нахабинскую волость. На 1852 год в казённой деревне Братки, Ликова тож, числилось 18 дворов, 42 души мужского пола и 55 — женского. В 1858 году деревня значится как Бротки (Ликово, Братки тож), в 1890 году назыывалась Бородки, Братки тож, с населением 108 человек. По Всесоюзной переписи 17 декабря 1926 года числилось 47 хозяйств и 348 жителей, имелись ферма и сельскохозяйственная опытная станция, на 1989 год — 58 хозяйств и 81 житель.

## География
Деревня расположена в западной части Московской области, в 28 км к западу от центра Москвы и в 5 км к юго-западу от центра Одинцова. С юга к деревне примыкает дачный посёлок Лесной Городок. С севера, за трассой Северного обхода Одинцова, — посёлок ВНИИССОК. В состав деревни входят несколько закрытых коттеджных посёлков, расположенных к востоку от основной части деревни. Через Бородки протекает река Ликова. Высота центра над уровнем моря 185 м.

## Население
Население — 101 человек (по состоянию на 2006 год).

## Экономика
Промышленные предприятия в деревне отсутствуют. Имеется магазин.

## Транспорт
Автобусный маршрут связывает Бородки с городом Одинцово.